# Harmstorf-Gruppe
Die Harmstorf-Gruppe war eine 1982 von Alnwick Harmstorf in Schleswig-Holstein gegründete Werften-Gruppe, die vorwiegend aus der Schlichting-Werft, der Büsumer Werft sowie der Flensburger Schiffbau-Gesellschaft und den Deutschen Industriewerken in Berlin bestand. In der Werftenkrise mit fehlenden Aufträgen wurde aus der Harmstorf-Gruppe eine Auffanggesellschaft gegründet, von der nur die Flensburger Schiffbau-Gesellschaft überlebte.

## Schlichting-Werft

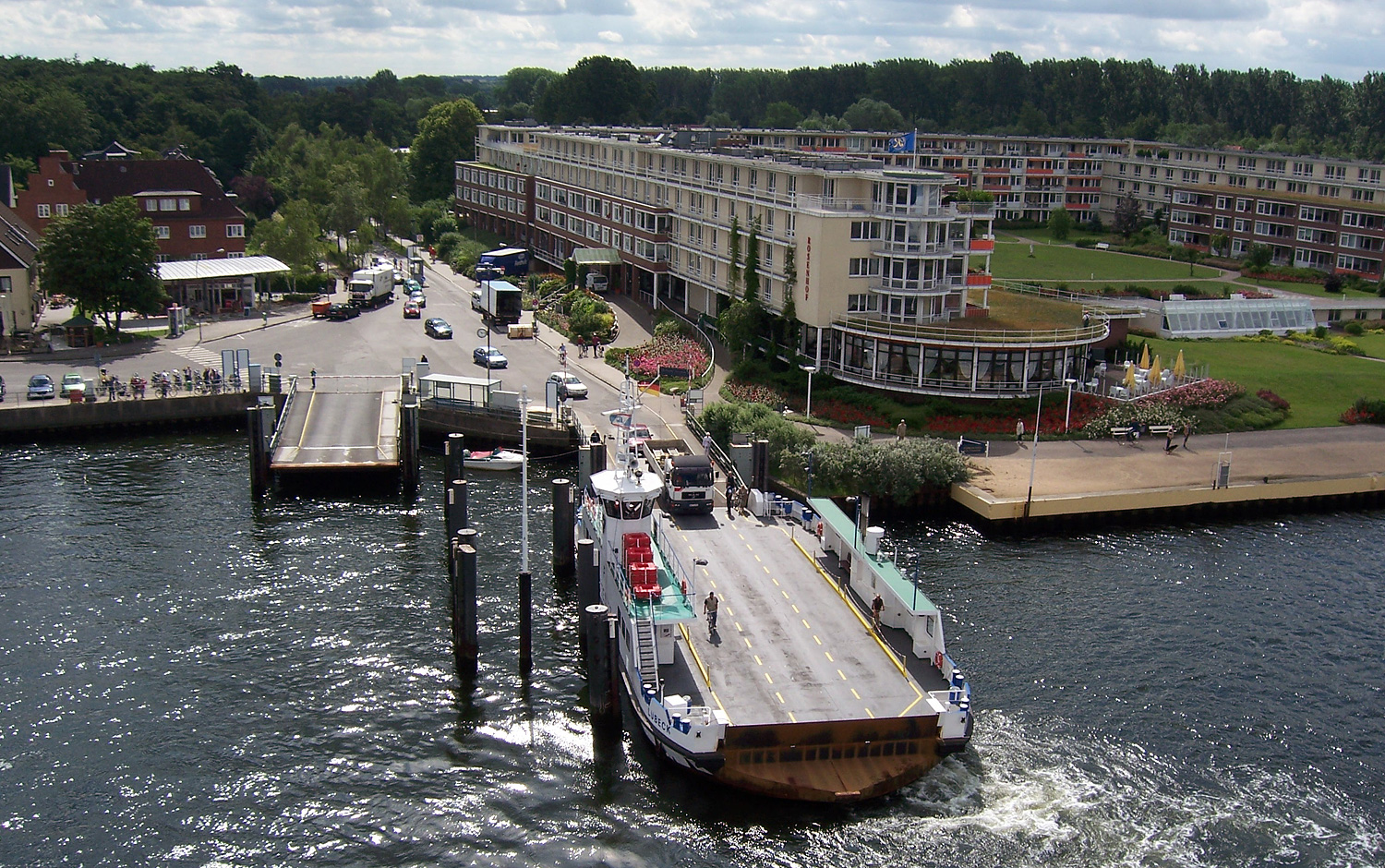
Rechts vom Fähranleger befand sich die Schlichting-Werft

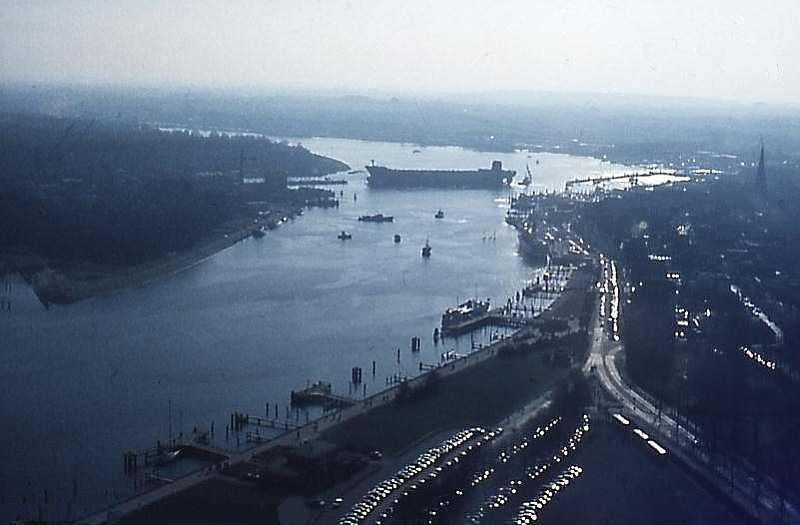
Stapellauf eines Containerschiffs im Oktober 1982, links hinten die Schlichting-Werft

Die Schlichting-Werft in Travemünde, damals eine kleine Werft, musste 1953 Vergleich anmelden. Sie wurde im gleichen Jahr von Alnwick Harmstorf (* 20. März 1912), als erste Werft übernommen. Die Schlichting-Werft wurde modernisiert und galt bald als eine der modernsten Werften Deutschlands. Das Werftgelände wuchs auf fast 140.000 Quadratmeter. Fast alle Schiffstypen, auch Marineschiffe wurden konstruiert und mit modernsten Mitteln gefertigt. Die Stapelläufe zählten in Travemünde zu den besonderen Ereignissen. Die Werft zählte 1977 rund 800 Beschäftigte und baute Schiffe bis 20.000 tdw. Die Ölkrise von 1972/1973 ließ den Tankermarkt zusammenbrechen. Bald darauf traf es auch die Massengutfrachter und die Stückgutschiffe, die Preise sanken, da plötzlich Überkapazitäten auf wenige Aufträge trafen. Dies traf auch die Werften, weil Aufträge für Schiffsneubauten ausblieben. Infolge der Werftenkrise wurde die Schlichting-Werft 1986 geschlossen.

## Büsumer Werft

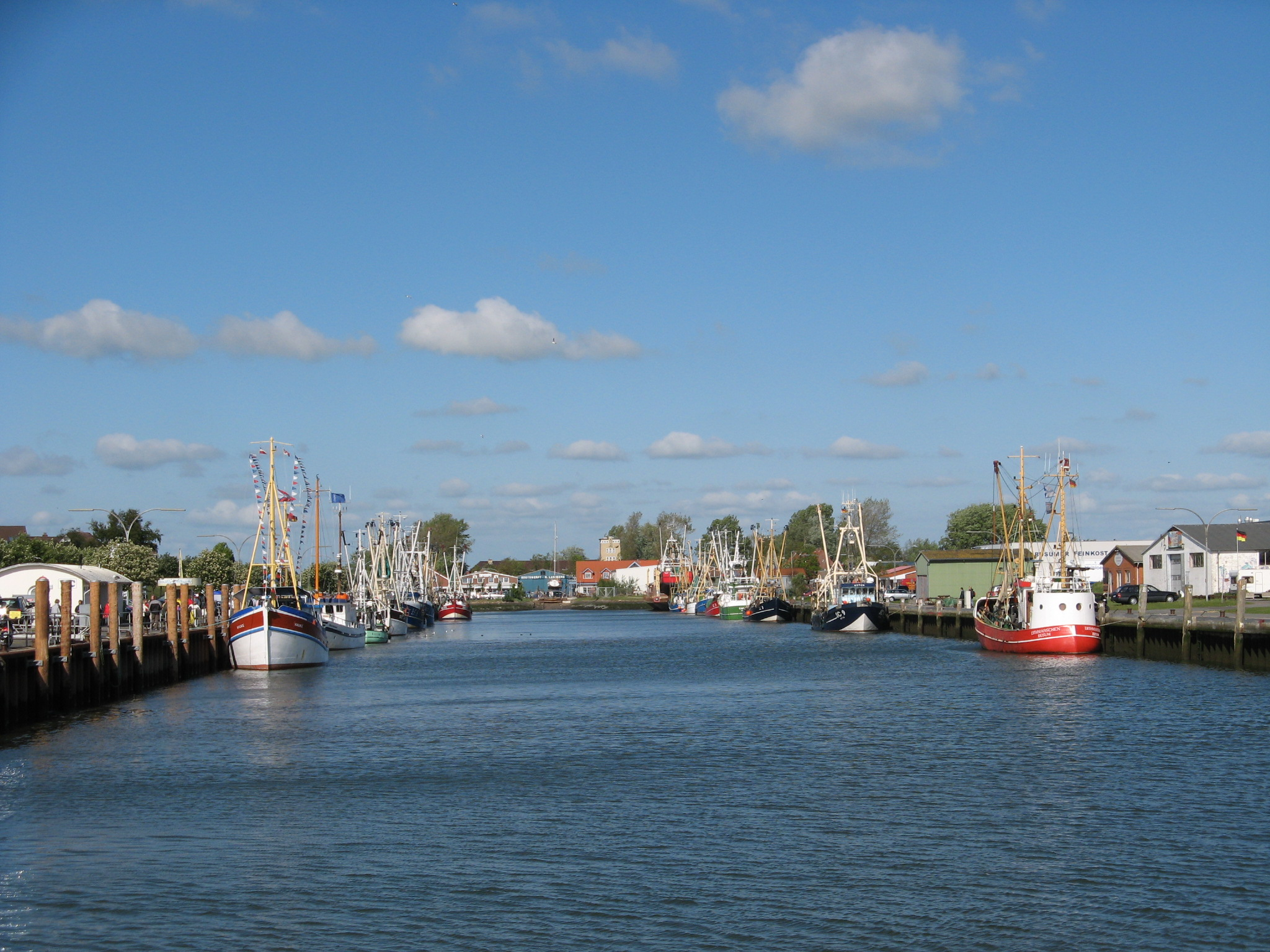
Hafen von Büsum

Die Büsumer Werft GmbH entstand 1963 aus der Büsumer-Schiffswerft W.& E. Sielaff, die zur Zeit der Umwandlung kaum noch Aufträge hatte und 95 Beschäftigte zählte. Die Werft erhielt von der Reederei Harmstorf nach der Übernahme einen Auftrag zum Bau eines modernen Küstentankers. In den folgenden Jahren wurde die Werft umstrukturiert, die Projektabteilung, Konstruktionsabteilung, Akquisitionsabteilung und Einkaufsabteilung wurden geschlossen und in die Schlichting-Werft integriert, die Fertigung wurde modernisiert. Die Werft zählte 15 Jahre später 380 Beschäftigte und baute Schiffe bis 4.200 tdw. Die Werftenkrise traf die Büsumer Werft im September 1986 und sie wurde ebenso wie die Schlichting-Werft abgewickelt.

## Flensburger Schiffbau Gesellschaft

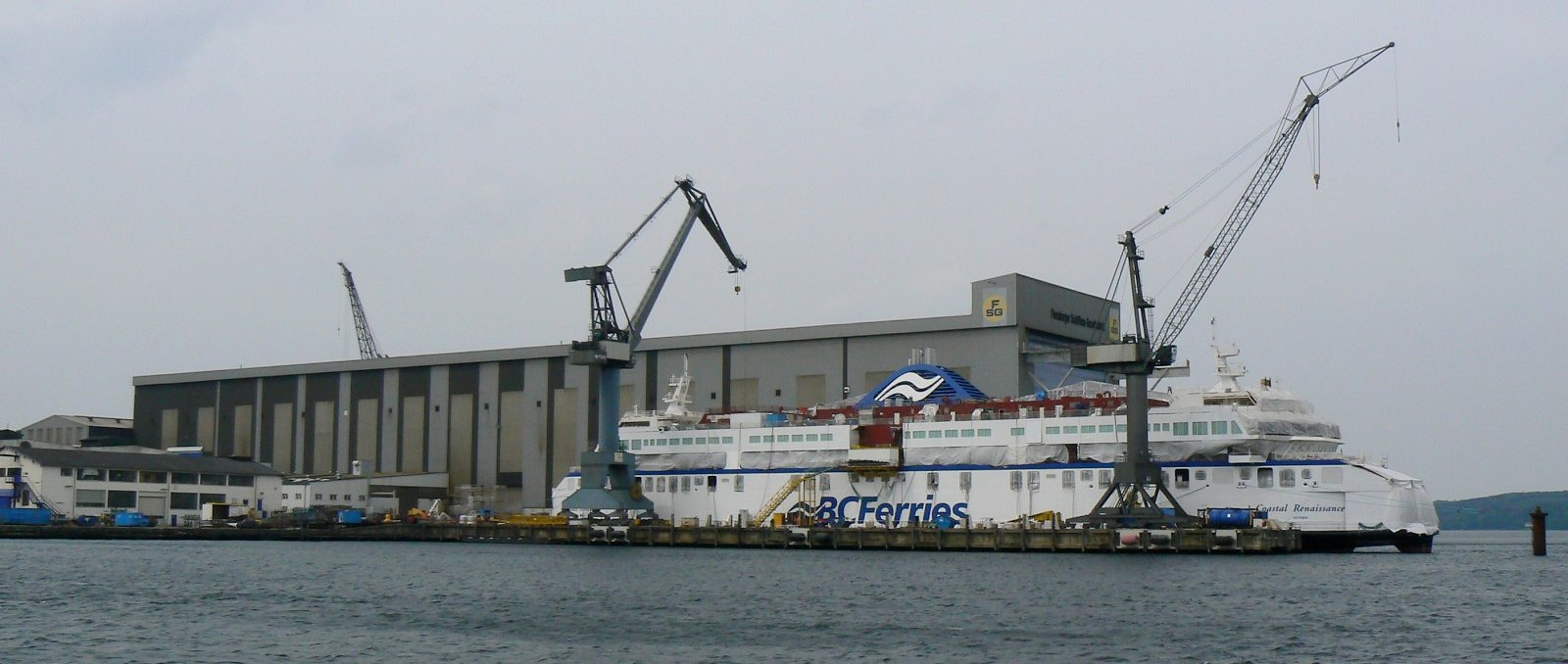
Schiffbauhalle der Flensburger Schiffbau-Gesellschaft mit einer im Bau befindlichen Fähre

1973 übernahm die Alnwick Harmstorf KG von der Thyssen-Bornemisza-Gruppe 26 Prozent der Flensburger Schiffbau-Gesellschaft und erhöhte den Anteil später auf 52 Prozent. 1982 erfolgte die Umwandlung in eine GmbH und die Werft wurde in die Harmstorf-Gruppe eingegliedert. Wie bei den anderen Werften erfolgte eine Optimierung der Strukturen vom Entwurf bis zur Fertigung. Der Slip wurde mit einer riesigen Schiffbauhalle überdacht, um eine witterungsgeschützte Fertigung zu ermöglichen. Allein in die Flensburger Werft wurden im Rahmen dieser Modernisierungen rund 50 Millionen DM investiert, die eine durchrationalisierte Fertigung gestatten.

## Deutsche Industrie-Werke
Die Deutsche Industrie-Werke waren die vierte Schiffswerft innerhalb der Harmstorf-Gruppe. Sie waren aus der 1722 gegründeten Heeres-Waffenfabrik in Berlin-Spandau hervorgegangen, die um 1950 zu den Deutschen Industriewerken wurden. Die Binnenschiffswerft wurde ab 1958 aufgebaut und ihre Schiffbauaktivitäten konzentrierten sich anfangs ausschließlich auf den Binnenschiffsmarkt. Es entstanden Binnenfrachter und Binnentanker, selten auch Fahrgastschiffe. Ab Mitte 1960 wurden vereinzelt Kümos gebaut. Ab 1969 gehörte die Werft zur Harmstorf-Gruppe. Das Bauprogramm blieb erhalten, ab und zu wurden jedoch Schiffe und Sektionen im Unterauftrag der Schlichting-Werft gebaut, so auch die Hotelschiffe Spree Berlin und Kieler Sprotte für das Hotel Kemper in Berlin. 1997 wurde der Schiffsneubau eingestellt und die Werft beschäftigte sich vorrangig mit Reparaturen, Umbauten und Modernisierungen.

## Werftenkrise und das Ende der Harmstorf-Gruppe
Von Ende 1974 stürzten die Auftragsbestände der deutschen Werften von gut sieben Millionen BRT in nur vier Jahren auf weit unter eine Million BRT ab. Davon haben sich die deutschen Werften nicht wieder erholt. Die Harmstorf-Gruppe litt im Vergleich zu vielen anderen Werften erst später unter der Werftenkrise, da auch Schiffe für die eigenen Reedereien gebaut wurden. Aber die 1983 erfolgte Schließung der Aktien-Gesellschaft „Weser“ zeigte den Ernst der Lage. Der Konkurs der Harmstorf-Gruppe schien 1986 unvermeidbar. Nach der Veräußerung von Industriebeteiligungen wurde am 29. September 1986 jedoch eine Auffanggesellschaft gegründet. Daraus ging die heutige Flensburger Schiffbau-Gesellschaft hervor. Eine Übernahme durch die Howaldtswerke-Deutsche Werft wurde diskutiert, jedoch nicht realisiert. 1990 wurde die Werft vom Lübecker Reeder Egon Oldendorff übernommen, der die Werft und das Bauprogramm über Massengut- und Containerschiffen zu Fähr- und RoRo-Schiffen führte. Später wurden auch erste Passagierschiffe entworfen und gebaut.